# Ошма (приток Пижмы)
О́шма — река в Кировской и Нижегородской областях России, правый приток Пижмы (бассейн Волги). Устье реки находится в 178 км по правому берегу реки Пижма. Длина реки составляет 74 км. Площадь водосборного бассейна — 943 км². Генеральное направление течения — северо-восток.

## Течение

Бассейн Вятки

Исток реки находится на Вятском Увале юго-западнее деревни Большая Пустошка (Ложкинский сельсовет, Тоншаевский район, Нижегородская область) близ границы Нижегородской и Кировской областей. Высота истока — 139,5 м над уровнем моря. Вскоре после истока перетекает в Кикнурский район Кировской области, где протекает через деревню Чаща (Кокшагское сельское поселение), затем возвращается в Нижегородскую область, где протекает деревню Ломина и посёлок Южный (Кодочиговский сельсовет).
Ниже деревни Парфеново река образует границу между Тоншаевским районом Нижегородской области и Тужинским районом Кировской области. Со стороны Кировской области на реке деревня Редькино и несколько нежилых. Впадает в Пижму у деревни Ятанцы. Высота устья — 90,2 м над уровнем моря.

## Притоки (км от устья)
- 11 км: река Нужа (лв)
- 17 км: река Ламба (лв)
- река Арламба (лв)
- река Пертанка (пр)
- 25 км: река Арша (лв)
- 31 км: река Шукшум (лв)
- 39 км: река Арба (лв)
- Лумарка (пр)
- Мирянга (пр)
- Подковка (пр)
- Ошла (пр)
- Берёзовская (пр)
- Ошомка (пр)
- 58 км: река Куба (лв)
- Ольховка (пр)

## Данные водного реестра
По данным государственного водного реестра России относится к Камскому бассейновому округу, водохозяйственный участок реки — Вятка от города Котельнич до водомерного поста посёлка городского типа Аркуль, речной подбассейн реки — Вятка. Речной бассейн реки — Кама.
Код объекта в государственном водном реестре — 10010300412111100036702.